# Easter Gabriel
Easter Gabriel (* 15. Juni 1960) ist eine ehemalige US-amerikanische Sprinterin, die sich auf den 400-Meter-Lauf spezialisiert hatte.
Bei den Panamerikanischen Spielen 1983 in Caracas gewann sie Bronze im Einzelwettbewerb und siegte in der 4-mal-400-Meter-Staffel.
Ihre persönliche Bestzeit von 50,99 s stellte sie am 4. Juni 1983 in Houston auf.